# Алексий (Баженов)
Алекси́й (в миру Димитрий Владимирович Баженов; 21 мая (2 июня) 1872, Севастополь — 8 апреля 1938, Симферополь) — деятель обновленчества, до 1922 года — епископ Русской православной церкви, епископ Тираспольский.

## Биография
Родился в семье священника. В 1887 году окончил Симферопольское духовное училище. В 1894 году окончил Таврическую духовную семинарию.
С 10 октября 1894 года служил псаломщиком Покрово-Братской церкви города Керчь Таврической епархии. Одновременно был учителем Керченской Братской церковно-приходской школы. 29 октября 1896 года назначен надзирателем за учениками Таврической духовной семинарии.
1 сентября 1898 года вышел за штат в связи с поступлением в Московскую духовную академию.
11 марта 1900 года, будучи студентом МДА, принял монашество. 6 апреля 1900 года рукоположён в сан иеродиакона.
7 июня 1901 года перевёлся в Санкт-Петербургскую Духовную академию. По воспоминаниям протопресвитера Георгия Шавельского, «принадлежал к числу самых слабых по успехам студентов, потому что науками, делом он не занимался…».
26 мая 1902 года был рукоположён в сан иеромонаха.
В том же году окончил духовную академию со степенью кандидата богословия. В списке по успеваемости был 60-м из 67 выпускников.
Получил назначение на должность преподавателя истории, литургики и гомилетики в Псковской духовной семинарии, где преподавал с 10 сентября того же года.
16 марта 1903 года награждён набедренником.
13 августа 1904 года переведён на должность помощника смотрителя Рязанского духовного училища.
4 декабря 1904 года назначен инспектором Благовещенской духовной семинарии, но от назначения отказался. 21 декабря того же года назначение было отменено.
12 апреля 1906 года награждён наперсным крестом, от Святейшего Синода выдаваемым.
13 мая 1906 года назначен смотрителем Бахмутского духовного училища.
22 июля 1911 года назначен ректором Черниговской духовной семинарии с возведение в сан архимандрита. 15 августа того же года возведён в сан архимандрита. Председатель Черниговского епархиального училищного совета, Общества свт. Феодосия Черниговского и совета Братства св. Михаила.
6 ноября 1913 года назначен епископом Николаевским, третьим викарием Одесской епархии. 8 декабря состоялась его епископская хиротония.
23 января 1914 года переименован во второго викария Херсонской епархии, а 30 июля того же года переименован в первого викария Херсонской епархии.
В 1914—1920 годы настоятель Успенского монастыря в Одессе.
Награждён орденом св. Владимира III степени (1915).
В 1917 году временно управлял Херсонской епархией, председатель Херсонского церковно-епархиального совета, член Поместного собора Православной Российской церкви 1917—1918 годов по должности как епископ Николаевский, на Собор не прибыл и в его работе не участвовал.
24 декабря 1918 года назначен епископом Елисаветградским, первым викарием Херсонской епархии.
16 февраля 1921 года назначен епископом Тираспольским, первым викарием Херсонской епархии. Кроме того, до 26 июня 1921 года временно управлял Херсонской епархией. В начале 1922 года освобождён от должности первого викария Херсонской епархии.
В 1922 году арестован. Под давлением силовых органов признал обновленческое «Высшее церковное управление» (ВЦУ). 11 сентября 1922 года постановлением Одесского губернского Ревтрибунала приговорен к 2 годам принудительных работ условно. 13 октября 1922 года назначен обновленческим епископом Одесским и Херсонским, с возведением в сан архиепископа, председателем обновленческого Одесского епархиального управления. Кафедра располагалась в Преображенском соборе города Одессы. В феврале 1923 году избран архиепископом Одесским и Херсонским, председателем обновленческого Одесского епархиального управления.
16 февраля 1923 года назначен архиепископом Казанским и Свияжским, председателем обновленческого Казанского епархиального управления на место сосланного митрополита Кирилла (Смирнова). Прибыл в Казань 4 апреля 1923 года, в Великий Четверг, в 8 часов.
Епископ Алексий сразу отправился в Иоанно-Предтеченский монастырь, где занял покои митрополита Кирилла, а оттуда отправился в Богородицкий монастырь. Епископ Иоасаф (Удалов) продолжал совершать Литургию и в надлежащих случаях кадил Алексию как архиерею. Но когда во время запричастного стиха Алексий сообщил епископу Иоасафу, что он архиепископ Казанский и должен совершать чин омовения ног, то епископ Иоасаф отказался, заявив, что назначение является неканоническим, и совершал чин омовения ног сам. Между тем многие священники, участвовавшие в богослужении, подходили к епископу Алексию под благословение. Уже через несколько дней верными митрополиту Кириллу и епископу Иоасафу остались только Петропавловский собор и Покровская церковь. В уездах больше половины священников отказались признать Алексия. На стороне епископа Иоасафа остались епископы Афанасий (Малинин), Андроник (Богословский), Седмиезерный и Раифский монастыри, а в самой Казани — Феодоровский женский. Но подавляющее большинство православных казанцев разобрались в ситуации, и обновленческие храмы во время служб были полупустыми.
Был участником обновленческого «Всероссийского Поместного Священного Собора», прошедшего 29 мая — 9 июня 1923 года, на котором подписал постановление Собора о лишении сана и монашества патриарха Тихона. С 8 августа 1923 года член Всероссийского обновленческого Синода.
14 июня того же года по его доносу были арестованы трое иноков Иоанно-Предтеченского монастыря. 30 июня они были освобождены. Ожидался скорый арест епископа Иоасафа (Удалова). Однако 14 (27) июля был освобождён и вернулся к своим обязанностям патриарх Тихон. Уже 20—21 июля духовенство почти всех церквей Казани принесло покаяние, а епископ Иоасаф и другие епископы освящали малым чином престолы, где служили обновленцы, как осквернённые. В руках обновленцев в Казани осталась только Пятницкая церковь.
16 апреля 1924 года обновленческим Священным Синодом возведён в сан митрополита.
В июне 1924 года участник Всероссийского предсоборного совещания. С 24 ноября 1924 года член президиума Всероссийского обновленческого Синода. Ставил перед патриархом Тихоном вопрос о покаянии при условии, что оставит за ним сан митрополита.
В октябре 1925 года участник «Третьего Всероссийского Поместного Собора» (второго обновленческого), на котором избран членом Всероссийского обновленческого Синода. С 1931 года управляющий Казанской митрополией и председатель Казанского Областного митрополитанского церковного управления. 1 апреля 1931 года награждён правом преднесения креста за богослужениями.
С ноября 1933 года митрополит Симферопольский и Крымский, управляющий Крымской митрополией и председатель Крымского Митрополитанского церковного управления. Кафедра располагалась в Петропавловском соборе Симферополя.
8 февраля 1938 года был арестован. 9 февраля 1938 года был уволен на покой. Признал себя «руководителем контрреволюционной группы церковников обновленческой ориентации» и назвал 13 ее якобы членов. Вместе с ними 15 февраля 1938 года постановлением Тройки НКВД Крымской АССР приговорён к высшей мере наказания. Расстрелян 8 апреля 1938 года. Реабилитирован в 1965 году.